# Hang Tuah

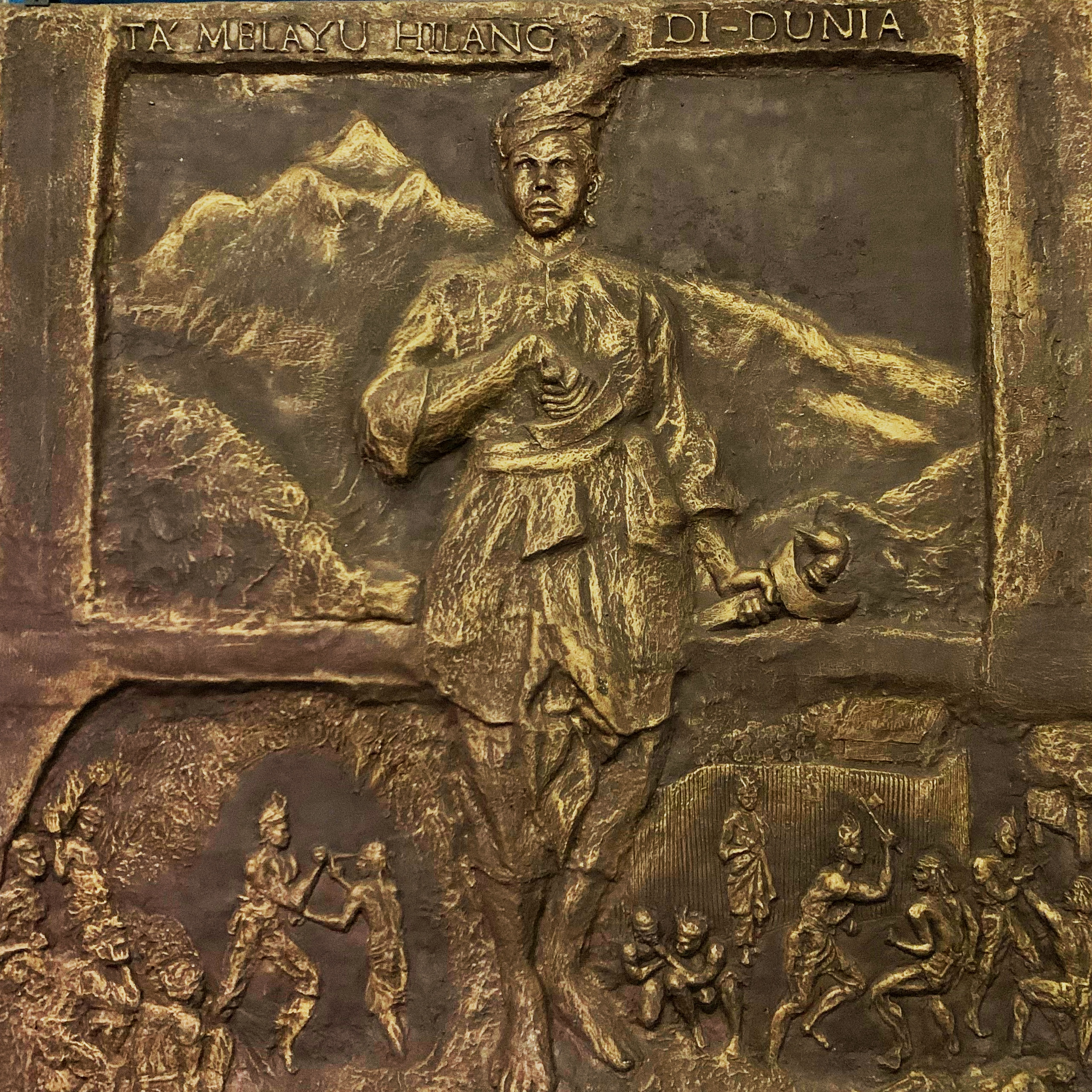
Un mural de bronce de Hang Tuah con Ta' Melayu Hilang Di-Dunia escrito hasta arriba. Exhibida en el Museo Nacional, Kuala Lumpur, Malasia.

Hang Tuah es un héroe legendario que vivió durante el reinado del Sultán Mansur Shah del Sultanado de Malaca en el siglo XV. Fue uno de los laksamana (o almirantes del sultán) más feroces y famosos. Es una de las figuras más conocidas e ilustres de la cultura malaya.

## Vida de Hang Tuah
La carrera de Hang tuah como almirante incluye relatos de fidelidad absoluta al sultán recogidos en los anales malayos (Sejarah Melayu) y la colección de historias sobre Hang Tuah (Hikayat Hang Tuah).
Hang Tuah se convirtió en el fiel ayudante del Sultán acompañándolo en visitas oficiales a países extranjeros. En una de esas visitas, un guerrero majapahit, Taming Sari, le reta a un duelo. Tras una encarnizada lucha, Hang Tuah es vencedor y recibe el kris del vencido como premio. Esta daga tiene poderes mágicos y le proporciona habilidades supernaturales a su portador
Hang Tuah hizo las veces de embajador para el sultán. En una de sus misiones, engañó a la prometida del sultán, la princesa Tun Teja, para que le acompañara a cumplir la promesa de matrimonio.
Sin embargo, el rumor de que Hang Tuah tenía una relación con una de las concubinas del sultán le quitó su favor. El sultán le condenó a muerte y Hang Tuah fue salvado por el verdugo que le dejó huir e hizo creer a todos que había muerto. Hang Jebat, su mejor amigo, furioso por la injusticia, creó una revuelta contra el Sultán y prometió matarle. Los asesores del gobierno aseguraron al Sultán que el único que podía detener a Hang Jebat era Hang Tuah, le desvelaron el engaño de su desaparición y Hang Tuah fue reclamado al servicio de la corte de nuevo, siendo su primera misión matar a su amigo.
Hang Tuah continuó sirviendo a Malacca tras la muerte de Hang Jebat. Más adelante, el siguiente sultán le pidió que cortejara a una princesa en su nombre según recoge la Leyenda de la Princesa del Monte Ledang. Según la leyenda, está aceptó el matrimonio a cambio de unos regalos: siete bandejas de riñones de mosquito, siete jarras de lágrimas de vírgenes y un bol de sangre del primer hijo del sultán. Al no poder cumplir las demandas, Hang Tuah lanzó su kris al río y prometió no volver a Malacca hasta que no volviera a aparecer en la superficie, lo que no ocurrió jamás. 
Otro dicen que Hang Tuah vivó muchos años y que fue enterrado en Tanjung Kling (el monte Kling) en Melaka.

## La leyenda de Hang Tuah
Se le considera el creador del grito del nacionalismo malayo "Takkan Melayu Hilang di Dunia" (en malayo, “los malayos nunca desaparecerán de la faz de la tierra”).
Es una leyenda extremadamente popular puesto que recoge todos los valores de la cultura malaya de su tiempo y se le reconoce una lealtad sin parangón. La historia de Hang Tuah y Hang Jebat representa una paradoja sobre la lealtad y la justicia y es un punto de discusión entre estudiantes de historia y literatura, independientemente de la veracidad de su existencia.

## Hang Tuah en la cultura popular
Como figura legendaria su historia se ha adaptado en numerosas ocasiones. Cuenta con varias películas y series de televisión. 

## Lugares y cosas con su nombre

### En Malasia
- Calles: Jalan Hang Tuah en Kuala Lumpur, Ipoh, Malacca, y en Taman Khalidi Bharu, Muar, Johor
- La marina malaya tiene una fragata llamada KD Hang Tuah.
- Una zona de Jalan Hang Tuah se ha renombrado Zona Comercial Hang Tuah Mall y popularizado como atracción turística.

### En Indonesia
- Calles: Jalan Hang Tuah en Medan, Pekanbaru y Yakarta
- Universidad de Hang Tuah en Surabaya, Indonesia[2]
- La marina indonesa tiene una fragata de nombre KRI Hang Tuah.